# Erika Seyama
Erika Nonhlanhla Seyama (* 19. Januar 1994 in Lubombo) ist eine eswatinische Leichtathletin, die sich auf den Hochsprung spezialisiert hat.

## Sportliche Laufbahn
Erste internationale Erfahrungen sammelte Erika Nonhlanhla Seyama bei den Afrikameisterschaften 2016 in Durban, bei denen sie mit 1,65 m den elften Platz im Hochsprung belegte. 2017 nahm sie an der Sommer-Universiade in Taipeh teil und schied dort mit 1,70 m in der Qualifikation aus. Im Jahr darauf nahm sie an den Commonwealth Games im australischen Gold Coast teil und erreichte dort mit übersprungenen 1,70 m den 13. Platz. Im August siegte sie bei den Afrikameisterschaften in Asaba mit nur 1,80 m. Im Jahr darauf schied sie bei den Studentenweltspielen in Neapel mit 1,70 m in der Qualifikationsrunde aus und Ende September verpasste sie bei den Weltmeisterschaften in Doha mit 1,70 m den Finaleinzug. 2022 gelangte sie bei den Afrikameisterschaften in Port Louis mit 1,73 m auf Rang fünf.
2022 wurde Seyama eswatinische Meisterin im Hochsprung.

## Persönliche Bestleistungen
- Hochsprung: 1,80 m, 11. März 2017 in Pretoria (eswatinischer Rekord)